# Tetraliidae
Famille
Les Tetraliidae sont une famille de crabes, parfois appelés « crabes trapèze ». Elle comprend douze espèces actuelles et une fossile dans deux genres. Elles sont symbiotes de cnidaires : elles protègent le corail des prédateurs (comme Acanthaster planci) en échange d'un abri qui est aussi un lieu de chasse.

## Liste des genres
Selon World Register of Marine Species (22 février 2014) :
- genre Tetralia Dana, 1851
- genre Tetraloides Galil, 1986

## Référence taxinomiques
- (en) WoRMS : Tetraliidae Castro, Ng & Ahyong, 2004 (+ liste genres + liste espèces)
- (en) Paleobiology Database : Tetraliidae Castro et al. 2004
- (en) Catalogue of Life : Tetraliidae Castro, Ng & Ahyong, 2004 (consulté le 8 avril 2023)
- (en) NCBI : Tetraliidae (taxons inclus)